# Vuelta a España 1976
La 31.ª edición de la Vuelta a España se disputó del 27 de abril al 16 de mayo de 1976 con un recorrido de 3340 km dividido en un prólogo y 19 etapas, una de ellas doble, con inicio en Estepona y final en San Sebastián.
Participaron 100 corredores repartidos en 10 equipos, de los que solo lograron finalizar la prueba 49 ciclistas.
El vencedor, José Pesarrodona, cubrió la prueba a una velocidad media de 35,814 km/h sin ganar ninguna etapa gracias a la brillante contrarreloj final en San Sebastián, donde finalizó segundo a solo un segundo del vencedor de la etapa, el alemán Dietrich Thurau. Pesarrodona le arrebató el triunfo final a Luis Ocaña, gran favorito, el cual terminaría segundo en la general. José Nazabal les acompañó en el podio.
Thurau, que ganó cinco etapas y fue líder durante siete jornadas, se adjudicó la clasificación por puntos y Andrés Oliva la de la montaña. Solo tres de las etapas disputadas fueron ganados por ciclistas españoles, la 10.ª por González Linares, la 11.º por Antonio Vallori,  y la 15.ª por López Carril.

## Etapas
| Etapa   | Fecha       | Recorrido                           | Km         | Ganador                       | Líder             |
| Prólogo | 27 de abril | Estepona - Estepona                 | 3,2 (CRI)  | Dietrich Thurau               | Dietrich Thurau   |
| 1.ª     | 28 de abril | Estepona - Estepona                 | 135        | José De Cauwer                | José De Cauwer    |
| 2.ª     | 29 de abril | Estepona - Priego de Córdoba        | 224        | Roger Gilson                  | José De Cauwer    |
| 3.ª     | 30 de abril | Priego de Córdoba - Jaén            | 177        | Theo Smit                     | José De Cauwer    |
| 4.ª     | 1 de mayo   | Jaén - Baza                         | 166        | Hennie Kuiper                 | Javier Elorriaga  |
| 5.ª     | 2 de mayo   | Baza - Cartagena                    | 201        | Theo Smit                     | Javier Elorriaga  |
| 6.ª     | 3 de mayo   | Cartagena - Cartagena               | 14 (CRI)   | Joaquim Agostinho             | Joaquim Agostinho |
| 7.ª     | 4 de mayo   | Cartagena - Murcia                  | 136        | Ferdi Van den Haute           | Joaquim Agostinho |
| 8.ª     | 5 de mayo   | Murcia - Almansa                    | 219        | Georges Pintens               | Joaquim Agostinho |
| 9.ª     | 6 de mayo   | Almansa - Nules                     | 208        | Dietrich Thurau               | Dietrich Thurau   |
| 10.ª    | 7 de mayo   | Castellón - Cambrils                | 226        | José Antonio González Linares | Dietrich Thurau   |
| 11.ª    | 8 de mayo   | Cambrils - Barcelona                | 151        | Antonio Vallori               | Dietrich Thurau   |
| 12.ª    | 9 de mayo   | Pamplona - Logroño                  | 168        | Gerben Karstens               | Dietrich Thurau   |
| 13.ª    | 10 de mayo  | Logroño - Palencia                  | 209        | Dirk Ongenae                  | Dietrich Thurau   |
| 14.ª    | 11 de mayo  | Paredes de Nava - Gijón             | 249        | Cees Priem                    | Dietrich Thurau   |
| 15.ª    | 12 de mayo  | Gijón - Cangas de Onís              | 141        | Vicente López Carril          | Joaquim Agostinho |
| 16.ª    | 13 de mayo  | Cangas de Onís - Reinosa            | 156        | Dietrich Thurau               | Joaquim Agostinho |
| 17.ª    | 14 de mayo  | Reinosa - Bilbao                    | 183        | Arthur Van de Vijver          | Hennie Kuiper     |
| 18.ª    | 15 de mayo  | Galdácano - Santuario de Oro (Zuya) | 204        | Dietrich Thurau               | Hennie Kuiper     |
| 19.ªa   | 16 de mayo  | Murguía (Zuya) - San Sebastián      | 139        | Dirk Ongenae                  | Hennie Kuiper     |
| 19.ªb   | 16 de mayo  | San Sebastián - San Sebastián       | 31,7 (CRI) | Dietrich Thurau               | José Pesarrodona  |

## Equipos participantes
| Equipo                   | Jefe de filas     |
| Super Ser                | Agustín Tamames   |
| TI-Raleigh               | Hennie Kuiper     |
| Novostil - Transmallorca | José Enrique Cima |
| Miko-De Gribaldy-Superia | Maurizio Bellet   |
| Kas - Campagnolo         | Domingo Perurena  |

| Equipo          | Jefe de filas       |
| EBO - Cinzia    | Ferdi Van den Haute |
| Teka            | José Luis Abilleira |
| Frisol-Gazelle  | Fedor Den Hertog    |
| Zoppas-Splendor | Eric Leman          |
| Flandria-Velda  | Herman Van Springel |

## Clasificaciones
En esta edición de la Vuelta a España se diputaron cinco clasificaciones que dieron los siguientes resultados:
| \| 1. \| José Pesarrodona \| España \| KAS \| 93h 19' 10" \| \| \| 2. \| Luis Ocaña \| España \| SUP \| + 1' 03" \| \| \| 3. \| José Nazabal \| España \| KAS \| + 1' 41" \| \| \| 4. \| Dietrich Thurau \| Alemania Occidental \| TIR \| + 1' 44" \| \| \| 5. \| Vicente López Carril \| España \| KAS \| + 1' 50" \| \| \| 6. \| Hennie Kuiper \| Holanda \| TIR \| + 2' 00" \| \| \| 7. \| Joaquim Agostinho \| Portugal \| TEK \| + 3' 16" \| \| \| 8. \| Josef Fuchs \| Suiza \| SUP \| + 3' 45" \| \| \| 9. \| Pedro Torres \| España \| SUP \| + 4' 43" \| \| \| 10. \| José Antonio González Linares \| España \| KAS \| + 7' 18" \| \| |                               |                     |     |             |  |
| 1. | José Pesarrodona              | España              | KAS | 93h 19' 10" |  |
| 2. | Luis Ocaña                    | España              | SUP | + 1' 03"    |  |
| 3. | José Nazabal                  | España              | KAS | + 1' 41"    |  |
| 4. | Dietrich Thurau               | Alemania Occidental | TIR | + 1' 44"    |  |
| 5. | Vicente López Carril          | España              | KAS | + 1' 50"    |  |
| 6. | Hennie Kuiper                 | Holanda             | TIR | + 2' 00"    |  |
| 7. | Joaquim Agostinho             | Portugal            | TEK | + 3' 16"    |  |
| 8. | Josef Fuchs                   | Suiza               | SUP | + 3' 45"    |  |
| 9. | Pedro Torres                  | España              | SUP | + 4' 43"    |  |
| 10. | José Antonio González Linares | España              | KAS | + 7' 18"    |  |

| \| 1. \| Dietrich Thurau \| Alemania Occidental \| TI \| 174 puntos \| \| 2. \| Javier Elorriaga \| España \| SUP \| 174 puntos \| \| 3. \| Cees Priem \| Holanda \| FRI \| 171 puntos \| |                  |                     |     |            |
| 1. | Dietrich Thurau  | Alemania Occidental | TI  | 174 puntos |
| 2. | Javier Elorriaga | España              | SUP | 174 puntos |
| 3. | Cees Priem       | Holanda             | FRI | 171 puntos |

| \| 1. \| Andrés Oliva \| España \| KAS \| 112 puntos \| \| 2. \| Ludo Loos \| Bélgica \| EBO \| 110 puntos \| \| 3. \| Joaquim Agostinho \| Portugal \| TEK \| 97 puntos \| |                   |          |     |            |
| 1. | Andrés Oliva      | España   | KAS | 112 puntos |
| 2. | Ludo Loos         | Bélgica  | EBO | 110 puntos |
| 3. | Joaquim Agostinho | Portugal | TEK | 97 puntos  |

| \| 1. \| Daniel Verplancke \| Bélgica \| FLA \| 34 puntos \| |                   |         |     |           |
| 1.                                                           | Daniel Verplancke | Bélgica | FLA | 34 puntos |

| \| 1. \| Kas - Campagnolo \| España \| KAS \| 279h 44' 45" \| |                  |        |     |              |
| 1.                                                            | Kas - Campagnolo | España | KAS | 279h 44' 45" |